# Folia grzewcza

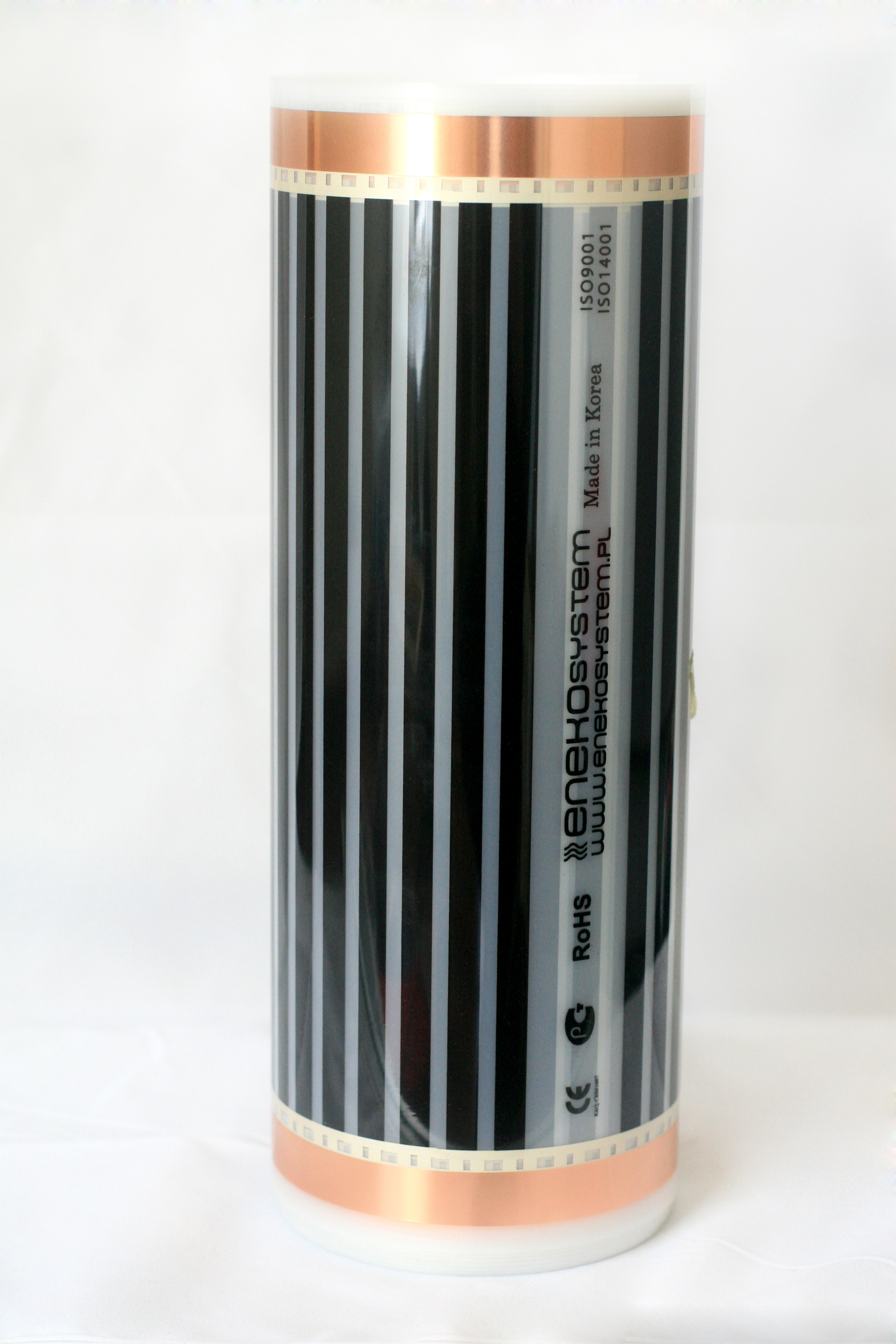
Folia grzewcza AC nawinięta na rolkę

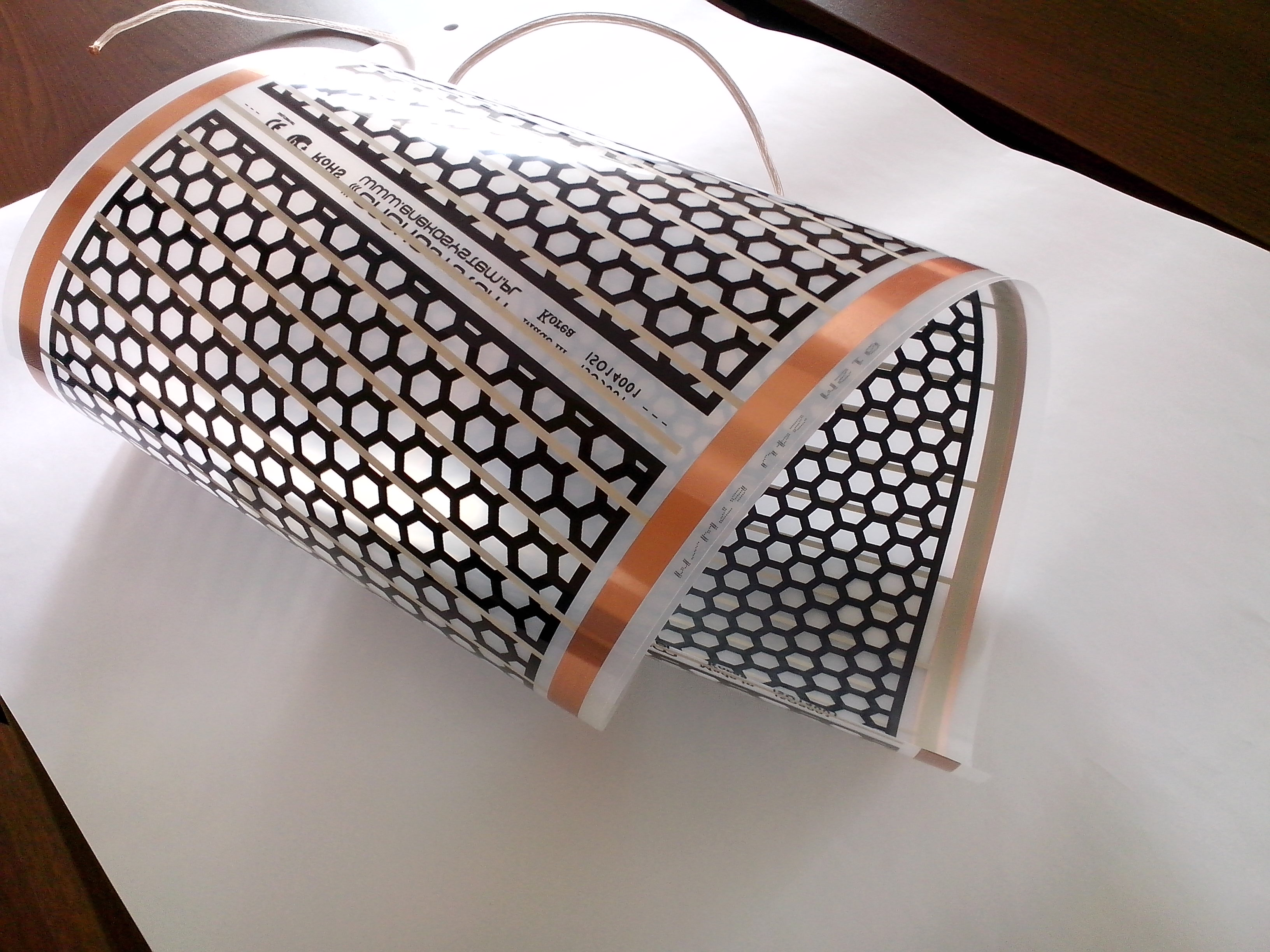
Charakterystyczna struktura folii grzewczej DC

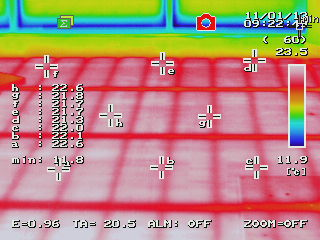
Zdjęcie wykonane kamerą termowizyjną obrazujące rozkład temperatury na podłodze, w której zainstalowana jest folia grzewcza.

Folia grzewcza, grzejna – cienki, elastyczny, elektryczny element grzewczy stosowany głównie do ogrzewania płaszczyznowego (podłogowego, ściennego i sufitowego). Grubość samej folii to około 0,3 mm, w zależności od producenta wartość ta może być z zakresu od 0,275 mm do nawet 0,5 mm. Jest dostępna w różnych szerokościach (10, 30, 50, 80, 100 cm) i długościach. Cięcie wzdłużne możliwe co moduł 25–30 cm i jego wielokrotność. Folia grzejna jest zasilana napięciem sieciowym 230 V lub 110 V  (są to specyficzne konstrukcje – nadają się wyłącznie do zasilania, dla którego zostały zaprojektowane) oraz napięciem stałym 24 V lub 12 V (brak kompatybilności j.w.). Ciepło generowane jest na grafitowych pasach grzejnych dzięki stawianemu przez nie oporowi elektrycznemu. Moc grzewcza folii grzejnych jest zależna od odległości pomiędzy poszczególnymi pasami, ich szerokości oraz ilości grafitu użytej do nadrukowania paska. Na rynku oferowane są folie o mocach już od 40 W/m², aż do 400 W/m². Wykorzystanie tych o niższej mocy służy do uzyskania efektu ciepłej podłogi w przypadku podłóg pływających, folie o wyższej mocy stosowane jako podstawowe źródło ciepła w pomieszczeniu ogrzewanym.

## Zastosowanie
Folie grzejną można zastosować jak źródło ciepła w instalacjach płaszczyznowych. Jest stosowana do strefowego ogrzewania ławkowego w obiektach sakralnych, do zabezpieczania zbiorników wodnych przed zamarzaniem i luster przed zaparowaniem, do ogrzewania inspektów, szklarń i stołów do upraw sadzonek. Jest popularnym materiałem do podgrzewania terrariów i akwariów oraz pomieszczeń i boxów ze zwierzętami domowymi i hodowlanymi. Ze względu na jej elastyczną konstrukcję możliwa do wprowadzenia jako ogrzewanie foteli, siedzisk itp. Folie o wysokiej mocy jednostkowej są wykorzystywane do budowy suchych saun, komór do suszenia i ogrzewanych blatów produkcyjnych. Folie grzejne w większości przypadków są stosowane wraz z dwustanowymi regulatorami temperatury, rzadziej z urządzeniami wyposażonymi w możliwość sterowania PID.

## Zasada działania
Folia grzewcza jest rodzajem grzejnika elektrycznego wyposażonego w grafit, a produkowane przez nią ciepło jest uwalniane jako długie promieniowanie podczerwone, co ma miejsce dzięki działaniu oporu elektrycznego. Proces nagrzewania i czas potrzebny na dostosowanie temperatury do odpowiedniego pułapu jest zależne od mocy grzewczej oraz od miejsca, w którym folia została umieszczona. Podczas wyboru odpowiedniej przestrzeni pod uwagę powinny być brane indywidualne potrzeby oraz preferencje, a także rozmiar ogrzewanej przestrzeni i podział pomieszczeń.

## Konstrukcja
Podstawą jest folia PET (skrót od politereftalanu etylenu) i stanowi warstwę izolacyjną jak i nośną dla grafitu. Grafit naniesiony jest na folię PET techniką drukarską. Na krawędziach umieszczone są płaskie przewody miedziane, które poprzez listwy ze związkami srebra (zabezpieczające przed zjawiskiem iskrzenia) łączą się z elementami grafitowymi. Dodatkowo całość zabezpieczona jest folią, która zapewnia szczelność i odporność na działanie wilgoci.

### Różnica pomiędzy folią i matą grzewczą
Folia i mata grzewcza, są dość podobnymi produktami, jednak odróżnia je kilka elementów. Folia jest cieńszą konstrukcją niż mata grzejna; mata to cienki kabel grzejny przymocowany do stelażu z siatki wzmacniającej. W przypadku folii grzejnej jej stosowanie jest możliwe w sytuacjach, w których mata stanowi zbyt gruby element. Mata grzejna ze względu na prowadzenie kabla na jej powierzchni nie zapewnia tak równomiernego rozkładu przekazywanego strumienia ciepła jak w przypadku folii grzejnej.